# Gadessa
Gadessa és un gènere d'arnes de la família Crambidae.

## Taxonomia
- Gadessa albifrons Moore, 1886
- Gadessa nilusalis (Walker, 1859)
- Gadessa ossea Butler, 1889